# 岡村帆奈美
岡村 帆奈美（おかむら ほなみ、1990年4月26日 - ）は、日本のアナウンサー。大阪府出身。テレビ神奈川 (tvk) に在職中。

## 来歴・人物
神戸女学院大学文学部総合文化学科卒業後の2013年4月、山陰放送に入社。入社後のラジオ初出演は2013年4月8日の『Monday Bookmark』（「山陰フレッシュパーソン」のコーナー）、テレビ初出演は2013年4月20日の『土曜日の生たまご』（東京ディズニーランドでのロケ企画）である。
2016年3月末をもって退社し、同年4月にtvkへ移籍。
「走LIFE」の企画として、2017年10月29日に開催予定だった横浜マラソンに参加するため中村優らによるトレーニングを受けていたが、台風22号の影響で大会が中止となり、走ること無く番組も終了した。
2018年12月3日には、神奈川県加賀町警察署の一日警察署長に就任。
2019年には、神奈川県厚木市のPRムービー「ATSUGI」にヒロインとして出演。同年12月20日には、神奈川県厚木警察署の一日警察署長に就任している。

## 担当番組
- 猫のひたいほどワイド （2016年4月から2022年3月まで月～木曜、2022年4月から2025年3月まで月～水曜、2025年4月から水・木曜）- アシスタント
- News Link（2025年4月4日-）- 金曜メインキャスター
- tvkニュース・天気 - 随時
- tvkスポットニュース - 不定期
- tvkプロ野球中継 横浜DeNAベイスターズ熱烈LIVE - リポーター（2021年9月24日 - 、不定期）

## 過去の担当番組

### テレビ
- 山陰放送
  - テレポート山陰（ - 2016年3月）
  - 生たまごBang!（2014年4月 - 2016年3月）
  - 週刊とり☆リンク（2015年1月 - 2016年3月）
  - BSSニュース
- テレビ神奈川
  - 走LIFE（2017年5月12日 - 11月3日）
  - 猫ひたプラス（2017年4月7日 - 2018年9月28日）
  - プレイバック！横浜DeNAベイスターズ熱烈LIVE（2020年5月25日） - 進行
  - lol-planets （2021年4月21日 - 2022年3月）- アシスタント
  - これからどうするtvk（2022年4月1日） - 進行
  - ライブ帝国 ザ・ファイナル（2022年4月2日） - 進行

### ラジオ
全て山陰放送時代。
- BSSニュース
- 音楽の風車
- スマイル金曜日（2013年10月4日 - 2016年3月25日）